# 莫納根號驅逐艦 (DD-32)
莫納根號驅逐艦（舷號DD-32）是一艘隸屬於美國海軍的驅逐艦，為保爾丁級驅逐艦的11號艦。她是美軍第一艘以莫納根為名的軍艦，以紀念第二次薩摩亞內戰中與重傷同僚菲臘·蘭斯代爾（Philip Van Horne Lansdale）同死的少尉約翰·莫納根（John R. Monaghan）。
莫納根號在1910年於紐波特紐斯造船廠開始建造，在1911年下水服役。接著莫納根號留在大西洋執勤。美國參與第一次世界大戰後，莫納根號被派往歐洲海域，掩護協約國商船。戰後莫納根號在1919年退役，並在1924年移交美國海岸防衛隊。1931年莫納根號返回海軍，在1933年除籍，最後於1934年出售拆解。